# Bon Accord River
Bon Accord River är ett vattendrag i Grenada.   Det ligger i parishen Saint George, i den sydvästra delen av landet, 2 km nordost om huvudstaden Saint George's. Bon Accord River ligger på ön Grenada.